# Thinopyrum intermedium
Thinopyrum intermedium (пирій середній як Elytrigia intermedia) — вид рослин з родини злакових (Poaceae); поширений у Європі крім півночі, у Західній і Середній Азії, Пакистані.

## Опис
Багаторічна рослина 40–100 см. Стебла голі. Колосся 10–25 см довжиною. Колоски притиснуті до осі колоса. Колоскові луски широко-ланцетні, тупі, на верхівці косо зрізані.

## Поширення
Поширений у Європі крім півночі, у Західній і Середній Азії й на південний схід до Пакистану; інтродукований до Канади, США, північної Мексики.
В Україні зростає у степах, на степових схилах, крейдяних, вапнякових і лесових відслоненнях, пісковиках, лісових галявинах і узліссях, в заростях чагарників, біля доріг — на всій території, часто, крім Полісся.